# S100A1
S100A1 (англ. S100 calcium binding protein A1) – білок, який кодується однойменним геном, розташованим у людей на короткому плечі 1-ї хромосоми.  Довжина поліпептидного ланцюга білка становить 94 амінокислот, а молекулярна маса — 10 546.
| 10         |  | 20         |  | 30         |  | 40         |  | 50         |
| ---------- |  | ---------- |  | ---------- |  | ---------- |  | ---------- |
| MGSELETAME |  | TLINVFHAHS |  | GKEGDKYKLS |  | KKELKELLQT |  | ELSGFLDAQK |
| DVDAVDKVMK |  | ELDENGDGEV |  | DFQEYVVLVA |  | ALTVACNNFF |  | WENS       |

A: Аланін

C: Цистеїн

D: Аспарагінова кислота

E: Глутамінова кислота

F: Фенілаланін

G: Гліцин

H: Гістидин

I: Ізолейцин

K: Лізин

L: Лейцин

M: Метіонін

N: Аспарагін

Q: Глутамін

S: Серин

T: Треонін

V: Валін

W: Триптофан

Білок має сайт для зв'язування з іонами металів, іоном кальцію. 
Локалізований у цитоплазмі.